# Vierkantiges Weidenröschen
Das Vierkantige Weidenröschen (Epilobium tetragonum) ist eine Pflanzenart aus der Gattung der Weidenröschen (Epilobium) innerhalb der Familie der Nachtkerzengewächse (Onagraceae).

## Beschreibung

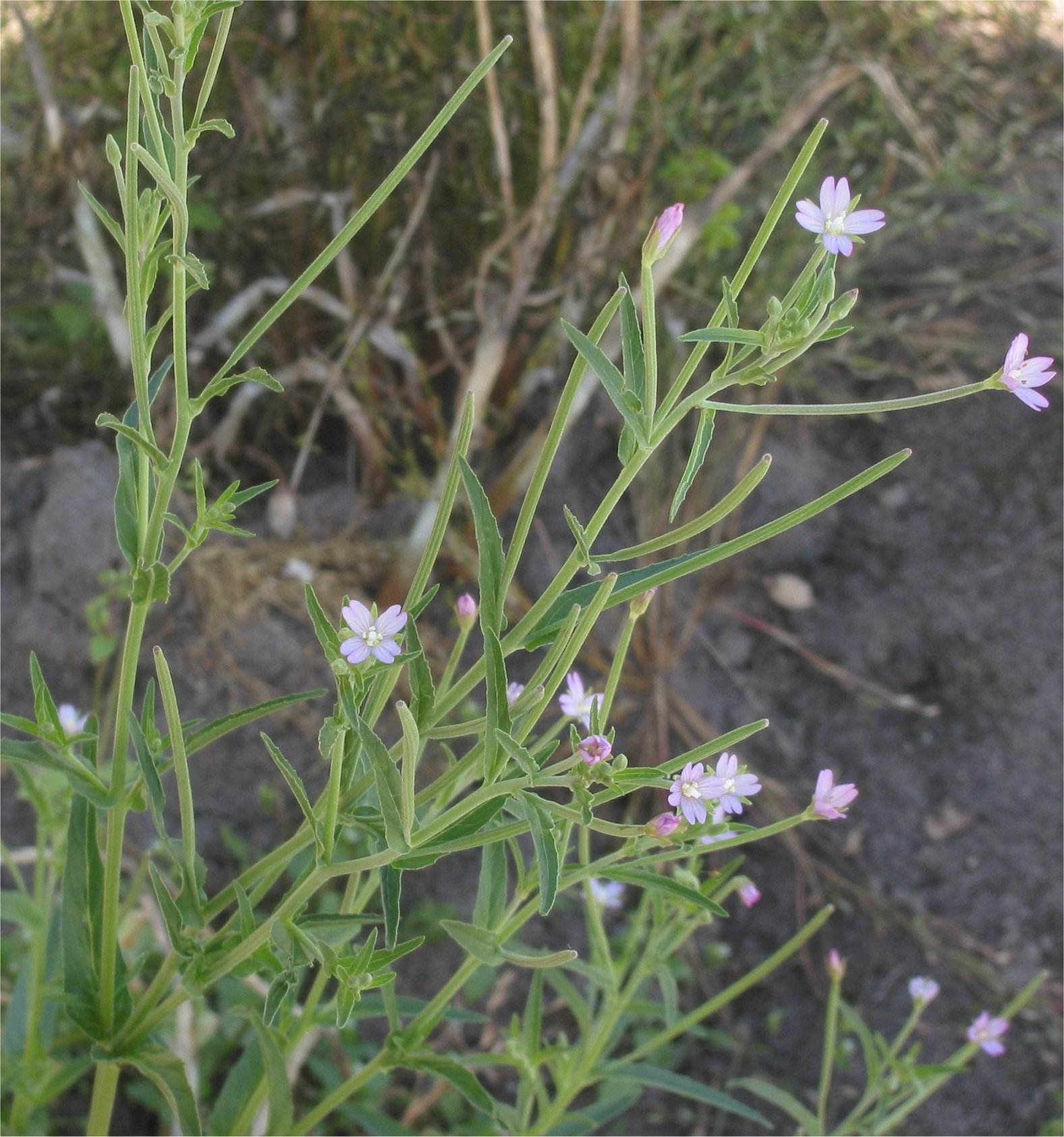
Blütenstand

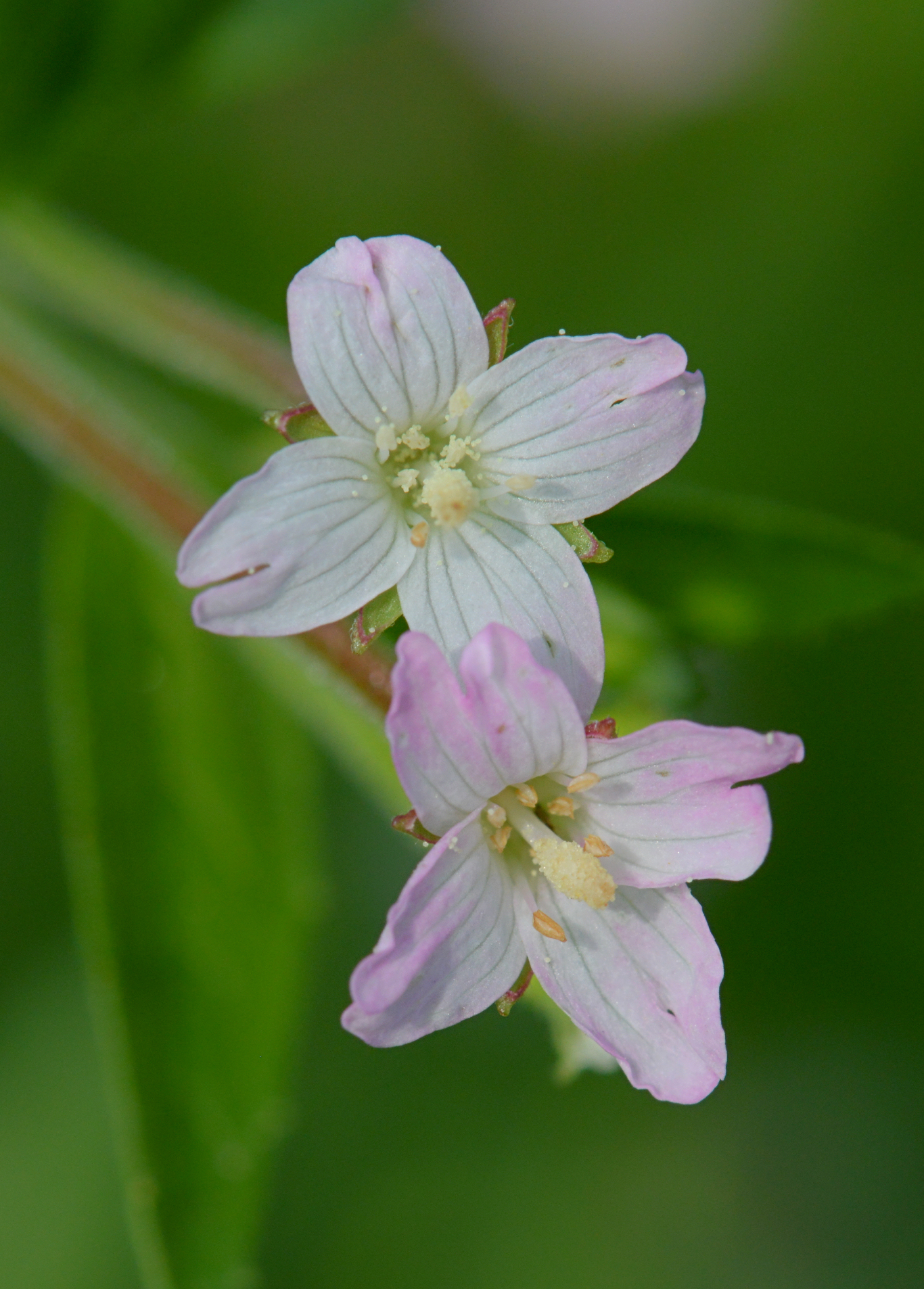
Blüte

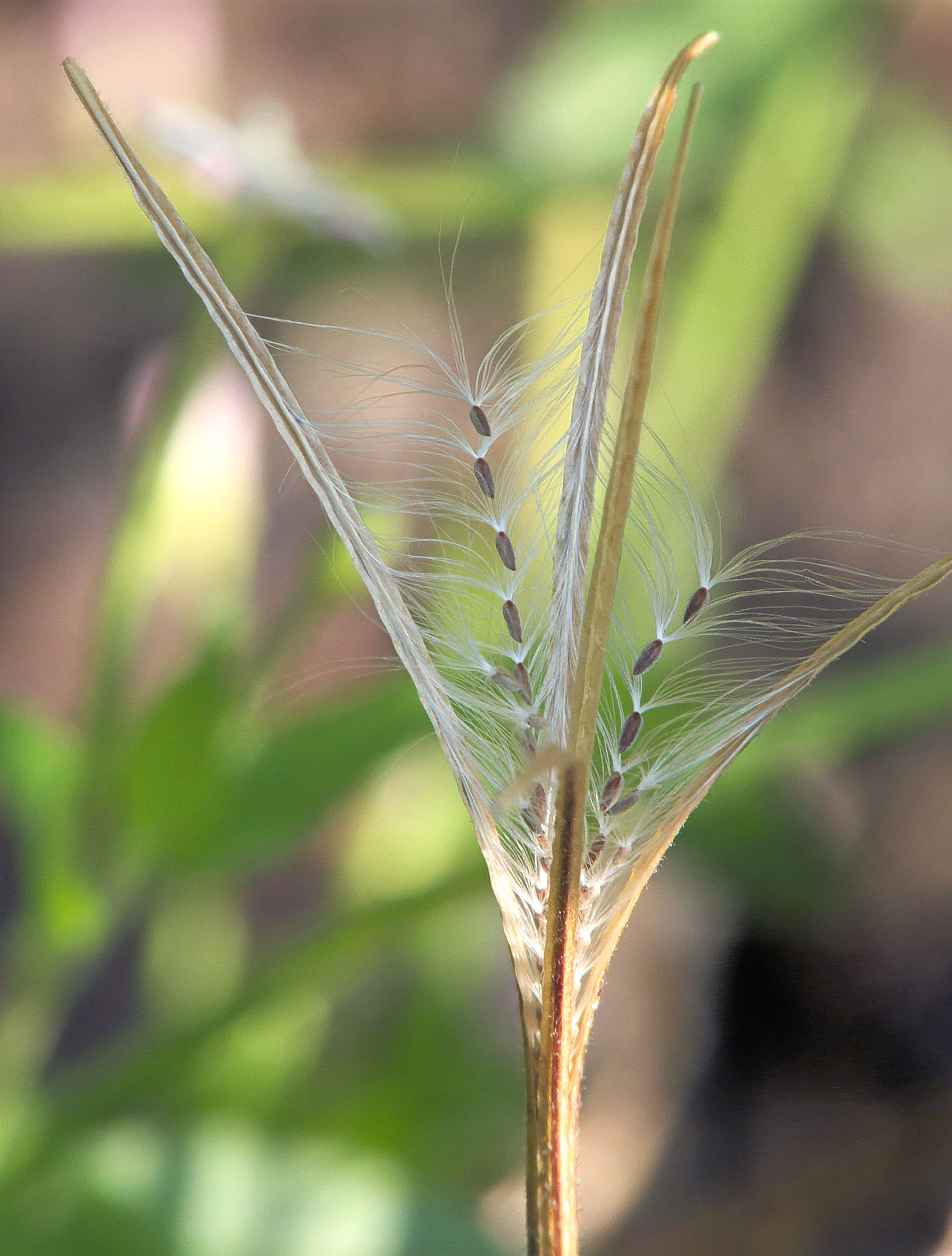
Frucht

### Vegetative Merkmale
Das Vierkantige Weidenröschen ist eine ausdauernde krautige Pflanze und erreicht Wuchshöhen von 30 bis 100 Zentimetern. Die Stängel sind unten im Querschnitt rundlich, oben „tragen“ sie zwei bis vier erhabene Leisten, die oft rötlich überlaufen sind. Während die Stängel des Gewöhnlichen Vierkantigen Weidenröschens kahl sind, sind sie beim Graugrünen Weidenröschen angedrückt grau behaart.
Die Laubblätter sind beim Gewöhnlichen Vierkantigen Weidenröschen lanzettlich bis eiförmig und scharf knorpelig nach vorn gezähnt, frischgrün glänzend und fast kahl. Die Blätter des Graugrünen Weidenröschens sind stumpflich mit vereinzelten Zähnen, schwach bläulich-grün und oft rötlich überlaufen.

### Generative Merkmale
Die Blüten sind 4 bis 6 Millimeter (Epilobium tetragonum subsp. tetragonum) oder 8,5 Millimeter (Epilobium tetragonum subsp. lamyi) lang, bei Epilobium tetragonum subsp. tournefortii sogar 7 bis 11,5 Millimeter lang. Die Kronblätter sind blass-rosafarben. Die Narben ist keulig.
Die Kapselfrucht ist angedrückt behaart, grau-grün und drüsenlos. Die Samen sind gleichmäßig fein warzig.
Die beiden in Mitteleuropa vorkommenden Unterarten besitzen die Chromosomenzahl 2n = 36.

## Ökologie
Das Vierkantige Weidenröschen ist eine Rosettenpflanze mit nahe der Oberfläche liegenden Überdauerungsknospen (Hemikryptophyt, krautiger Chamaephyt).

## Standorte
Das Vierkantige Weidenröschen wächst oft auf frischen bis mäßig trockenen, nährstoffreichen Lehmböden. Es ist eine Licht- bis Halbschattpflanze. Die Unterart Epilobium tetragonum subsp. tetragonum wächst in Mitteleuropa vor allem in Pflanzengesellschaften der Unterklasse Galio-Urticenea und des Verbands Sisymbrion, aber auch des Verbands Filipendulion oder der Ordnung Agrostietalia. Die Unterart Epilobium tetragonum subsp. lamyi gedeiht meist in Pflanzengesellschaften des Verbands Alliarion und der Ordnung Polygono-Chenopodietalia.

## Systematik und Verbreitung
Die Erstveröffentlichung von Epilobium tetragonum erfolgte 1753 durch Carl von Linné in Species Plantarum, Tomus I, Seite 348. Synonyme für Epilobium tetragonum L. sind Epilobium adnatum Griseb. und Epilobium tetragonum subsp. adnatum (Griseb.) Cabanès.
Das Vierkantige Weidenröschen im weiteren Sinn (s. l.) hat je nach Autor mehrere Unterarten.
Das Vierkantige Weidenröschen (s. l.) ist in weiten Teilen Europas mit Ausnahme Skandinaviens bis Zentralasien verbreitet. Ferner existieren Populationen in Afrika. Die weiteste Verbreitung hat das Gewöhnliche Vierkantige Weidenröschen. Das Graugrüne Weidenröschen kommt nicht in Asien vor.
Je nach Autor gibt es etwa drei Unterarten, oder sie werden als eigene Arten gewertet:
- Das Gewöhnliche Vierkantige Weidenröschen (Epilobium tetragonum L. subsp. tetragonum): Es kommt von Makaronesien und Nordafrika bis Zentralasien und dem Himalaja und außerdem im südlichen Afrika ursprünglich vor. Die ökologischen Zeigerwerte nach Landolt et al. 2010 sind in der Schweiz für diese Unterart: Feuchtezahl F = 3+w (feucht aber mäßig wechselnd), Lichtzahl L = 3 (halbschattig), Reaktionszahl R = 3 (schwach sauer bis neutral), Temperaturzahl T = 3+ (unter-montan und ober-kollin), Nährstoffzahl N = 4 (nährstoffreich), Kontinentalitätszahl K = 2 (subozeanisch).[6]
- Das Graugrüne Weidenröschen (Epilobium tetragonum subsp. lamyi (F.W.Schultz) Nyman): Es gilt oft als eigene Art Epilobium lamyi F.W.Schultz und kommt in Europa, in der Türkei und im nordwestlichen Afrika ursprünglich vor. Diese Unterart ist benannt nach dem französischen Botaniker Pierre Marie Édouard Lamy de la Chapelle (1804–1886). Die ökologischen Zeigerwerte nach Landolt et al. 2010 sind in der Schweiz für diese Unterart: Feuchtezahl F = 4w+ (sehr feucht aber stark wechselnd), Lichtzahl L = 3 (halbschattig), Reaktionszahl R = 2 (sauer), Temperaturzahl T = 4 (kollin), Nährstoffzahl N = 4 (nährstoffreich), Kontinentalitätszahl K = 2 (subozeanisch).[6]
- Epilobium tetragonum subsp. tournefortii (Michalet) H.Lév.: Es gilt oft als eigene Art Epilobium tournefortii Michalet. Ihre Kronblätter sind 7 bis 11,5 Millimeter lang und die Narbe überragt im Gegensatz zu den beiden anderen Unterarten zur vollen Blütezeit die Staubblätter.[3] Es hat Vorkommen in Marokko, Algerien, Tunesien, Spanien, Italien, Sizilien, Griechenland, auf Inseln der Ägäis, Kreta, Zypern, Türkei, dem Gebiet von Syrien und Libanon und in Palästina.[5]

Es gibt die Hybride:
- Epilobium ×semiadnatum Borbás, Syn.: Epilobium tetragonum nothosubsp. semiadnatum (Borbás) B.Bock = Epilobium tetragonum subsp. lamyi × Epilobium tetragonum subsp. tetragonum: Sie kommt in Frankreich, „Großbritannien“, Deutschland, in der Schweiz, in Österreich, Ungarn und in der früheren Tschechoslowakei vor.